# 2143 Jimarnold
Jimarnold (asteróide 2143) é um asteróide da cintura principal, a 1,7461558 UA. Possui uma excentricidade de 0,2345345 e um período orbital de 1 258,42 dias (3,45 anos).
Jimarnold tem uma velocidade orbital média de 19,72032449 km/s e uma inclinação de 8,37254º.
Esse asteróide foi descoberto em 26 de Setembro de 1973 por Eleanor Helin.